# Barbut verd de clatell daurat
El barbut verd de clatell daurat (Psilopogon pulcherrimus) és una espècie d'ocell de la família dels megalèmids (Megalaimidae) que habita els boscos de les muntanyes del nord de Borneo.